# Cyphocharax helleri
Cyphocharax helleri es una especie de peces de la familia Curimatidae en el orden de los Characiformes.

## Morfología
Los machos pueden llegar alcanzar los 9,6 cm de longitud total.

## Alimentación
Es detritívoros.

## Hábitat
Vive en zonas de clima tropical.

## Distribución geográfica
Se encuentran en Sudamérica:  cuenca del río Cuyuni al este de Venezuela, río Cupixi (Amapá, Brasil) y cuencas fluviales de la Guayana, Surinam y la Guayana Francesa.